# Gaspard de la nuit
Pour les articles homonymes, voir Gaspard de la nuit (homonymie).
Gaspard de la nuit, sous-titré Fantaisies à la manière de Rembrandt et de Callot, est un recueil de courts poèmes en prose écrits par Aloysius Bertrand, supposé créateur de cette nouvelle forme de poésie, et qui y consacra toute sa vie. Ce recueil de soixante-six poèmes fut publié à titre posthume en 1842 par l'ami du poète, David d'Angers.

## Genèse
C'est lors d'un premier séjour à Paris en 1829 que les compositions du jeune poète attirent l'attention des cercles littéraires, notamment ceux d'Émile Deschamps, de Hugo et de Charles Nodier. Il y rencontre Sainte-Beuve à qui il soumet son manuscrit après un premier échec auprès de l'éditeur Sautelet, dont la faillite entraîne le séquestre temporaire des cahiers, puis repart pour Dijon.
De retour à Paris en 1833, il contracte avec l'éditeur Eugène Renduel, qui annonce en octobre une publication prochaine mais sans y donner suite.  En 1836, Renduel lui verse 150 francs pour le premier tirage, mais le manuscrit reste à nouveau dans les tiroirs. En octobre 1839, un éditeur d'Angers, Victor Pavie, imprime un prospectus pour annoncer sa sortie prochaine, mais le manuscrit est toujours entre les mains de Renduel. En 1840, Bertrand, atteint de tuberculose, tente une dernière démarche auprès de Renduel pour faire éditer son manuscrit, mais l'éditeur s'est entre-temps retiré des affaires. Bertrand meurt le 29 avril 1841, à l'hôpital Necker de Paris.
Le statuaire David d'Angers, avec lequel il était lié d'amitié depuis leur rencontre en mai 1836, institué légataire universel du poète, parvient enfin à faire publier le manuscrit en novembre 1842 avec l'aide de Sainte-Beuve. Une nouvelle édition de Bertrand Guégan publiée en 1925 aux éditions Payot, d'après le manuscrit, corrige les nombreuses erreurs de l'édition originale.
Aloysius Bertrand prévoit de faire illustrer Gaspard de la Nuit. Il laisse une page d’Instructions à monsieur le metteur en page pour expliquer l’usage des dessins qu'il a réalisés pour servir d'exemples à l'éditeur. Ce premier recueil de poèmes en prose aurait ainsi dû être le premier recueil illustré de plus qu’un simple frontispice. Plusieurs de ces dessins subsistent : 17 à la bibliothèque municipale d’Angers, 7 à la bibliothèque municipale de Dijon, quelques autres au Getty Research Institute et en collections privées.

## Analyse
Cette suite de tableaux d'inspiration à la fois romantique, gothique et picturale préfigure le symbolisme et offre une vision pittoresque du Moyen Âge, revisité à l'aune de la magie des visions intérieures du poète. Reconnaissant pour maîtres Hugo, Gautier, Byron et Nodier, Bertrand convoque tout un arsenal romantique (châteaux, clochers gothiques, monastères, sylphides, gnomes, fées, démons, alchimistes, aventuriers, brigands, vagabonds, sabbats, gibets, etc.) dont il donne une vision personnelle, à la fois fantasque et ironique. Souvent étranges ou fantastiques, ces tableaux pleins de magie et d'ésotérisme sont aussi influencés par le clair-obscur de la peinture, comme l'indique le sous-titre.
Bien que vivement apprécié par quelques connaisseurs et honoré d'une notice de Sainte-Beuve, ce texte demeura méconnu jusqu'à ce qu'il soit salué par Charles Baudelaire dans sa préface au Spleen de Paris.  C'est Baudelaire qui contribua également à attribuer la paternité du poème en prose à Bertrand (que d'autres auteurs attribuent plutôt à Maurice de Guérin) et décida Charles Asselineau à réimprimer, avec Poulet-Malassis, Gaspard de la Nuit en 1868. Mais c'est la troisième édition, celle du Mercure de France parue en 1895, qui va populariser l’œuvre. Ainsi d'autres poètes  symbolistes et surréalistes, tels Stéphane Mallarmé, Pierre Reverdy, Max Jacob ou André Breton, reconnaitront par la suite Bertrand comme un inspirateur.    
Le musicien Maurice Ravel s'est inspiré de trois poèmes du recueil (Ondine, Le Gibet et Scarbo) pour composer en 1908 un triptyque pour piano du même titre : Gaspard de la nuit. 
Le peintre René Magritte a intitulé l'une de ses toiles, inspirée du poème Le Maçon, Gaspard de la nuit  (1965).
En 2022, l'auteur Mathieu Dusart a publié le roman La dernière nuit d'Aloysius Bertrand, dont la trame principale reprend, sous une forme fictionnelle, la vie du poète. ll en propose également une version théâtrale - d'abord à deux acteurs puis seul.

## Sommaire
Préface
À M. Victor Hugo
Les Fantaisies de Gaspard de la Nuit
- Premier Livre : École flamande
  - Harlem
  - Le Maçon
  - Le Capitaine Lazare
  - La Barbe pointue
  - Le Marchand de tulipes
  - Les Cinq Doigts de la main
  - La Viole de Gamba
  - L'Alchimiste
  - Départ pour le sabbat
- Second Livre : Le Vieux Paris
  - Les Deux Juifs
  - Les Gueux de nuit
  - Le Falot
  - La Tour de Nesle
  - Le Raffiné
  - L'Office du soir
  - La Sérénade
  - Messire Jean
  - La Messe de minuit
  - Le Bibliophile
- Troisième Livre : La Nuit et ses prestiges
  - La Chambre gothique
  - Scarbo
  - Le Fou
  - Le Nain
  - Le Clair de lune
  - La Ronde sous la cloche
  - Un rêve
  - Mon bisaïeul
  - Ondine
  - La Salamandre
  - L'Heure du sabbat
- Quatrième Livre : Les Chroniques
  - Maître Ogier (1407)
  - La Poterne du Louvre
  - Les Flamands
  -  La Chasse (1412)
  - Les Reîtres
  - Les Grandes Compagnies (1364)
  - Les Lépreux
  - À un bibliophile
- Cinquième Livre : Espagne et Italie
  - La Cellule
  - Les Muletiers
  - Le Marquis d'Aroca
  - Henriquez
  - L'Alerte
  - Padre Pugnaccio
  - La Chanson du masque
- Sixième Livre : Silves
  - Ma chaumière
  - Jean de Tilles
  - Octobre
  - Sur les rochers de Chèvremorte
  - Encore un printemps
  - Le Deuxième Homme

À M. Charles Nodier
- Pièces détachées
  - Le Bel Alcade
  - L'Ange et la Fée
  -  La Pluie
  -  Les Deux Anges
  -  Le Soir sur l'eau
  - Madame de Montbazon
  - L'Air magique de Jehan de Vitteaux
  - La Nuit d'après une bataille
  - La Citadelle de Wolgast
  - Le Cheval mort
  - Le Gibet
  -  Scarbo
  - À M. David, statuaire